# Aldealices
Aldealices és un municipi espanyol ubicat a la província de Sòria, dins la comunitat autònoma de Castella i Lleó.

## Demografia
| any      | 1900 | 1910 | 1920 | 1930 | 1940 | 1950 | 1960 | 1970 | 1980 | 1990 | 2000 |
| Població | 103  | 116  | 118  | 119  | 109  | 98   | 98   | 57   | 40   | 40   | 33   |